# Озёрный (Чистоозёрный район)
Озёрный — посёлок в Чистоозёрном районе Новосибирской области. Входит в состав Табулгинского сельсовета.

## География
Площадь посёлка — 38 гектаров.

## Население
| 2002 | 2007 | 2010 |
| ---- | ---- | ---- |
| 219  | ↘209 | ↘172 |

## Инфраструктура
В посёлке по данным на 2007 год функционируют 1 учреждение здравоохранения и 1 учреждение образования.